# 兼松房治郎
兼松 房治郎（かねまつ ふさじろう、弘化2年5月21日〈1845年6月25日〉 - 大正2年〈1913年〉2月6日）は、江戸時代末期（幕末）から大正初期にかけての大坂出身の日本の実業家。兼松商店（現・兼松株式会社の前身）創業者。「日豪貿易のパイオニア」といわれる。雅号は百松翁。通称兼松濠洲。

## 人物

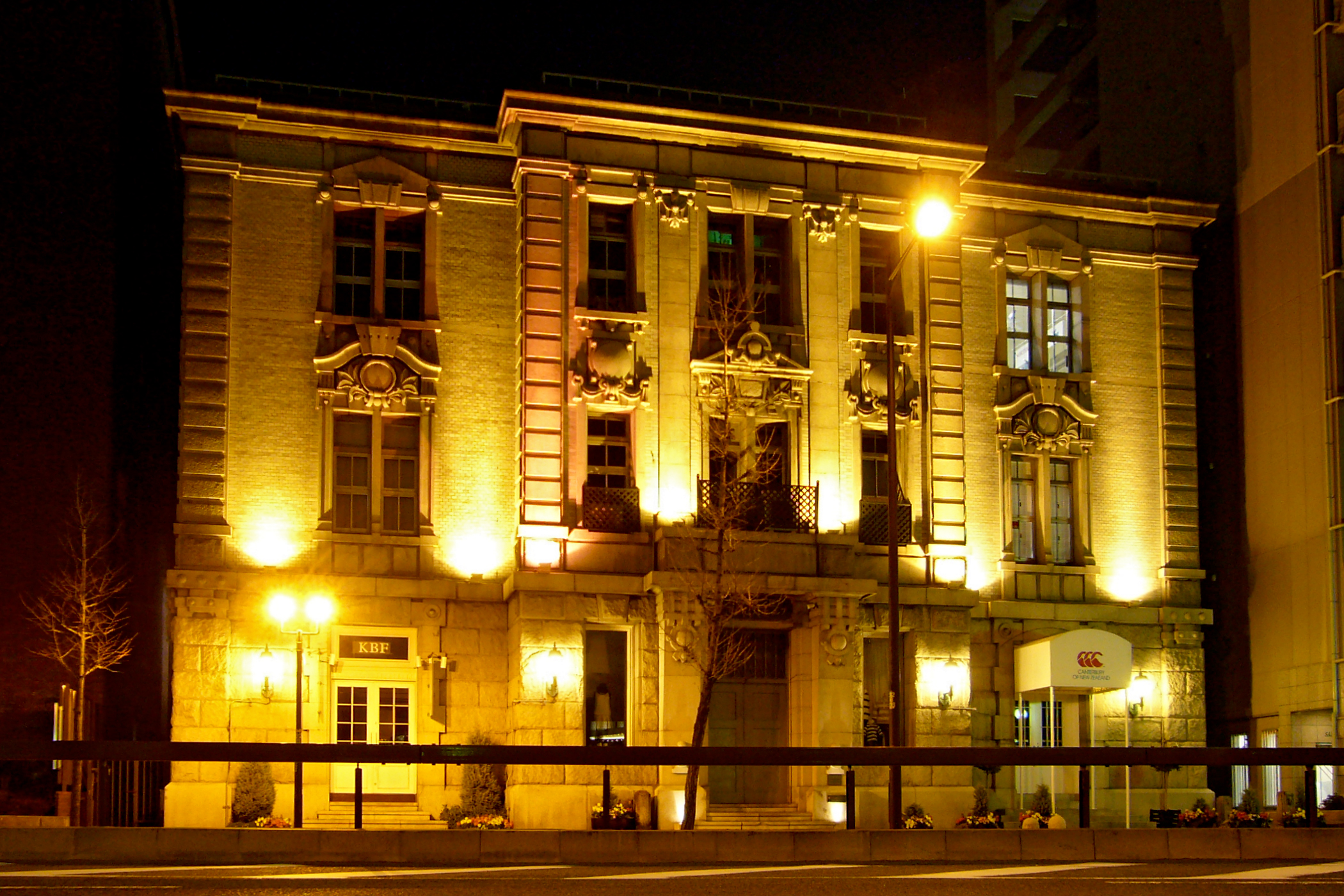
日濠館（現、海岸ビルヂング）

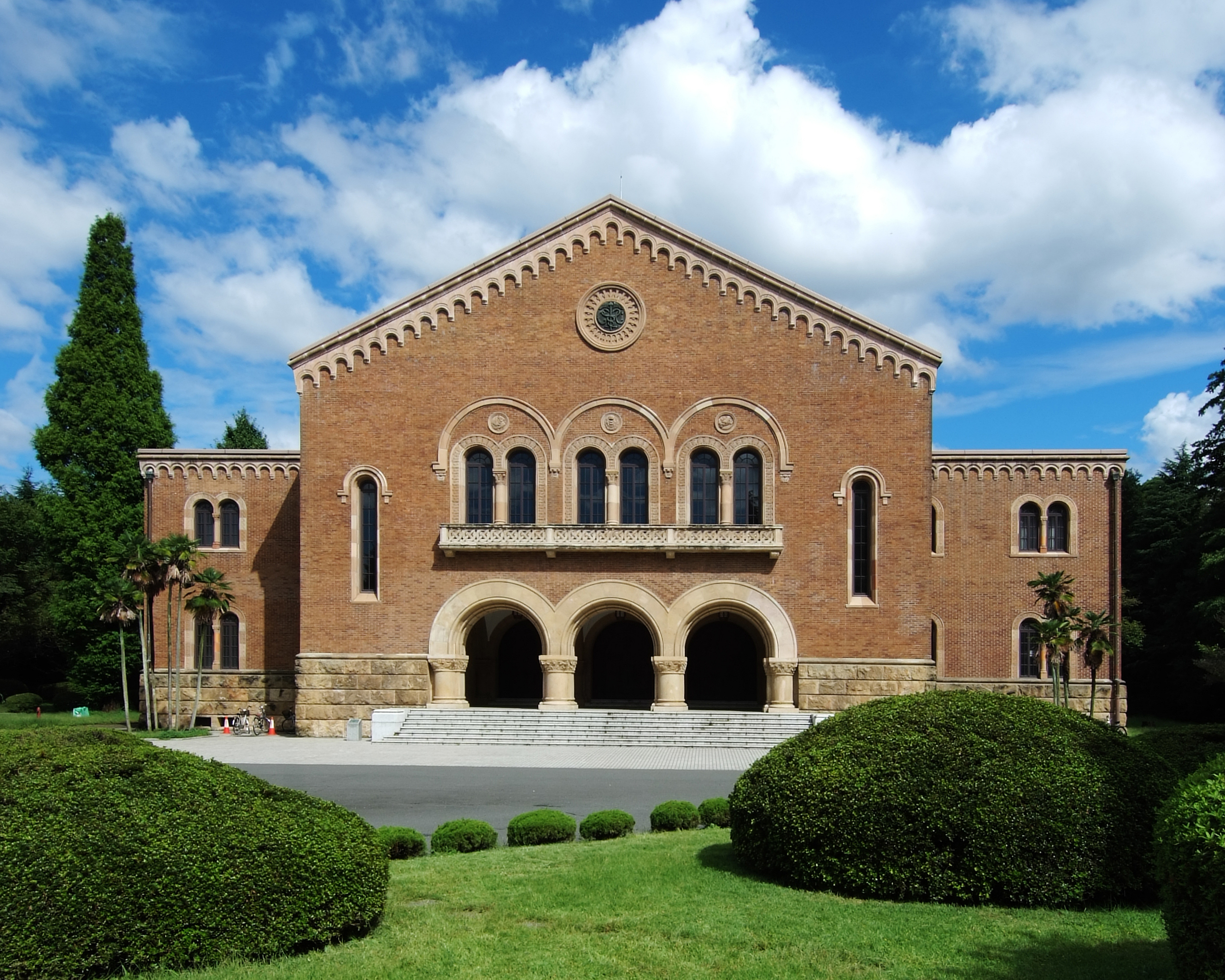
一橋大学兼松講堂

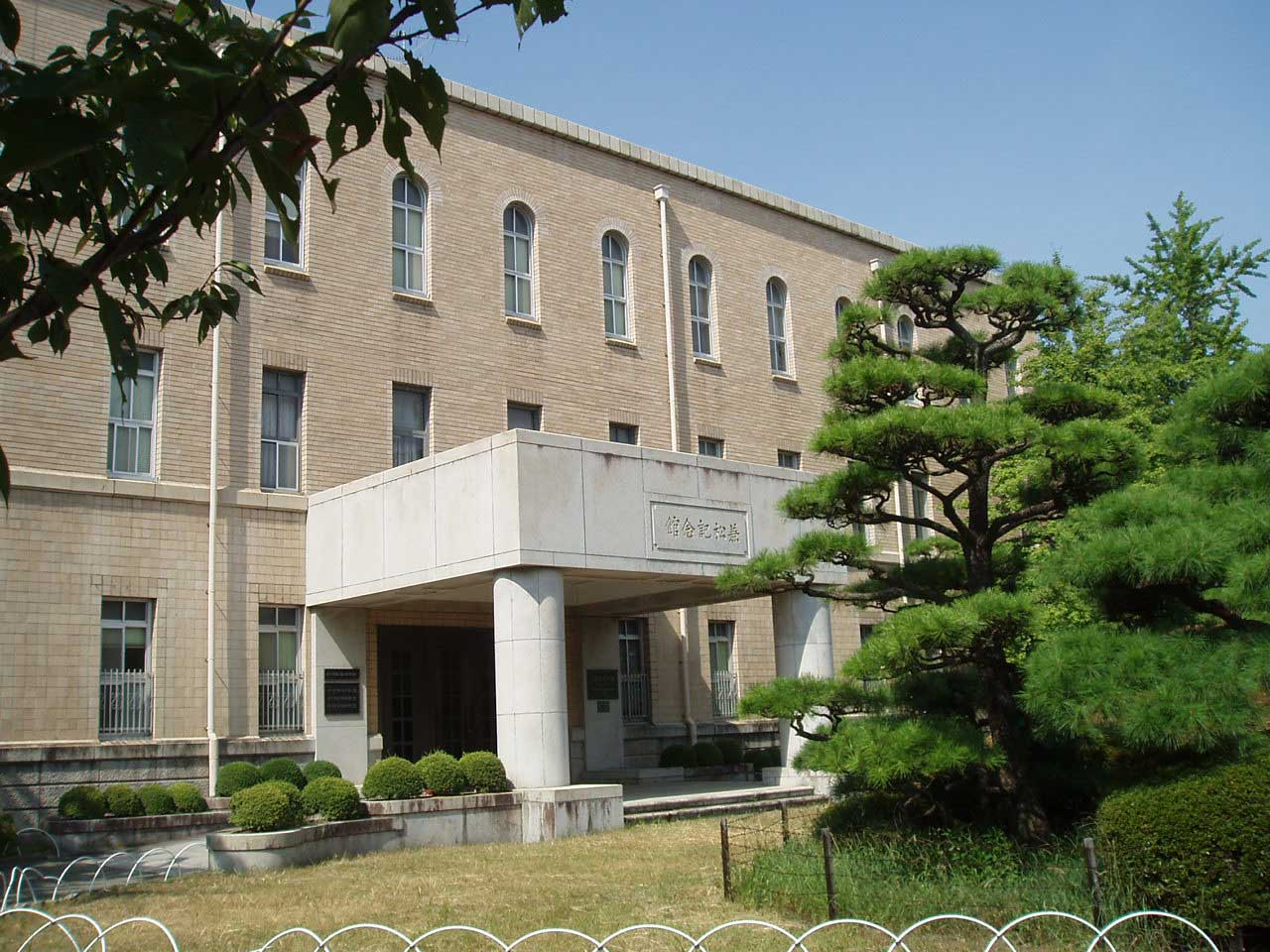
神戸大学兼松記念館

弘化2年（1845年）、大坂・江之子島で父・廣間彌兵衛、母・八重のもとに生まれる。父が行方不明となり、12歳で母親を扶養するため伏見西浜の醤油、味噌などを商う「葭屋」に丁稚奉公するが翌年、大坂の縁戚で新天満町丹波屋延蔵方に住まうも続かず、しばらくして京都に赴き、東洞院万壽寺の鮒屋庄兵衛の乾物問屋に住み込みとなった。ここの主人の残酷な虐待に耐え忍んだ。
1858年、14歳の時、乾物屋を辞め、同じ京の蝋燭店へ奉公するが見込みなく約一年にして、また同家を辞し、再び、大阪の丹波屋の周旋で、江戸堀五丁目の米屋孫太郎方に奉公した。1859年、15歳にして母と死別。
文久2年（1862年）から慶応元年（1865年）江戸で岡部長常に小姓として仕え、天狗党の乱に小隊長として従軍する。
その後、尾張に帰郷していたが、19歳の時、要請により親戚の兼松家に養子入りし身を寄せるも、武士を諦め商業で身を立てると志し、再び大阪に戻る。
明治維新前後は大阪、横浜などで綿糸・雑貨の商業に従事し、明治6年（1873年）から明治14年（1881年）まで三井組銀行部大阪支店に勤務、取締役兼堂島米商会所重役となる。
明治15年（1882年）大阪商船創設に参加、取締役となるが、明治19年（1886年）辞任。
明治20年（1887年）「大阪日報」を買収し、翌年「大阪毎日新聞」と改称。今日の「毎日新聞」の基礎を作る。
明治22年（1889年）同新聞を本山彦一に譲り、神戸に「豪州貿易兼松房治郎商店」（のちの兼松江商、現「兼松株式会社」）を創設、日豪貿易に従事、明治33年（1900年）中国貿易にも進出した。
大正2年（1913年）2月6日没、戒名は鉄心院堅翁宗固居士。
「日豪貿易のパイオニア」、「義勇の紳商」 と称された。
房治郎に関連する「日濠館（現・海岸ビルヂング）」、「一橋大学兼松講堂」、「神戸大学経済経営研究所」が国登録有形文化財となっている。

## 栄典
- 1908年3月 - 勲六等瑞宝章[2]